# Дергачівська центральна районна бібліотека
Дергачівська центральна районна бібліотека (Дергачівська ЦБ) — ключова публічна культурно-освітня, інформаційна установа району, сховище краєзнавчих та місцевих видань, методичний центр для бібліотек Дергачівського району.

## Коротка історія
Бібліотека заснована в 1915 році. При створенні знаходилась у одноповерховому будинку навпроти сучасного відділу освіти [Архівовано 10 листопада 2019 у Wayback Machine.](до нашого часу будівля не збереглася), а власне приміщення отримала у 1967 році по вулиці Сумський шлях (Петровського), 9, де знаходиться і зараз.

## Бібліотека від створення до наших часів
До 1915 року у Дергачах існувала громадська бібліотека на пожертви від театру Гната Хоткевича.
Офіційно перша бібліотека у Дергачах з'явилася в 1915 році як бібліотека-музей. Фонд бібліотеки-музею поповнювався за рахунок коштів земства і приватних пожертв, складався, в основному, з художньої, природничої, та суспільно-політичної літератури і на той час становив 300—600 примірників. Під час лютневої революції, жовтневого перевороту фонд бібліотеки було розграбовано.

У 1923 році при Колбуді ім. Матюшенка було відкрито невелику книгозбірню з вільним доступом до періодики — газет та журналів. Фонд книгозбірні при колбуді наповнювався за рахунок установ і приватних пожертв.

Під час Другої світової війни книгозбірню розграбовано вдруге.

У другій половині 50-х років відкрилася бібліотека при райраді. Поповнення фонду різногалузевою літературою відбувалося за бюджетні кошти і за рахунок книг подарованих мешканцями Дергачів.

У 1977 році відбулася централізація бібліотек. Утворено Дергачівську централізовану бібліотечну систему з 24-х сільських бібліотек. Дергачівська районна стає центральною, очолює бібліотеку Желтоножко Лариса Михайлівна. У бібліотеці створилися сучасні відділи:
- відділ комплектування і обробки літератури,
- відділ організації і використання єдиного фонду і міжбібліотечного абонементу,
- відділ методичної і бібліографічної роботи,
- відділ нестаціонарного обслуговування,
- відділ обслуговування юнацтва.[4][5]

Щороку надходило понад 25 тисяч примірників книг з різних галузей знань. Відділом комплектування ці книги розподілялися між бібліотеками системи, до цього часу кожна бібліотека комплектувала фонди окремо. У процентному відношенні переважала суспільно-політична література. Напрямки роботи бібліотеки було спрямовано на підвищення ідейно-політичного і науково-технічного рівня трудящих — усі форми роботи бібліотеки того часу носили політичне забарвлення.

З 1980 року розпочато впровадження таблиць Бібліотечно-бібліографічної класифікації. 

У 90-ті роки бібліотечна справа, на тлі загального стану країни, зазнає занепаду — скорочення штату працівників, невиплати заробітної плати, відсутність нових надходжень книг і періодики.

З 2000 року відбуваються позитивні зміни — розширюється штат працівників, починається щорічне поповнення фонду новою літературою. У 2001 році директором Дергачівської центральної бібліотеки стає Кантемир Людмила Федорівна.

У 2011 році в бібліотеці відкрився Інтернет-центр за підтримки Бібліоміст, IREX.

З 2018 року згідно постанови Кабінету Міністрів України від 22 березня 2017 р. № 177 «Про припинення використання Бібліотечно-бібліографічної класифікації та впровадження Універсальної десяткової класифікації» [Архівовано 13 листопада 2019 у Wayback Machine.] впровадваджується Універсальна десяткова класифікація

## Фонд
Фонд бібліотеки складається з документів з різних галузей знань. Поповнення фонду кожен рік здійснюється завдяки:

- державній програмі «Українська книга» (випуск та розповсюдження видань за державний кошт) — 200—250 примірників,
- районному бюджету — приблизно на 100 примірників.

Пошук у фонді здійснюється за допомогою довідкового апарату: алфавітний каталог, систематичний каталог, картотека нових надходжень, систематична картотека статей, систематичний краєзнавчий каталог.

## Структура
Для обслуговування користувачів та проведення соціокультурних заходів у бібліотеці працює:

- Відділ обслуговування.

В склад відділу входять абонемент і читальна зала.
 — Абонемент — видає книги з різних галузей знань додому, вивчає інтереси користувачів.
 — Читальна зала — здійснює видачу періодичних видань, галузевої літератури для опрацювання в читальному залі, організує та проводить масові заходи.

При відділі діють два клуба за інтересами 
 — Літературно-музична вітальня «Музика і слово» — засідання організовуються разом з Дергачівською музичною школою. Вітальня популяризує кращі зразки української та зарубіжної літератури і музики.
 — Клуб за інтересами «Розрада» — об'єднує людей, що закінчили свою трудову діяльність і знаходяться на пенсії, надає можливість корисно і змістовно провести своє дозвілля, зустрітися з цікавими людьми міста Дергачі і Дергачівського району.

- Комплектування і обробка фонду.

Роботу по комплектуванню і обробці фонду здійснює провідний бібліотекар. Індексує нові надходження за таблицями УДК, консультує бібліотеки-філії.

- Методична робота.

Методичну роботу здійснює провідний методист, в функції якого входить планування та звітність бібліотек системи, підвищення кваліфікації працівників ЦБС. Здійснює контроль за діяльністю бібліотек-філій, організовує участь бібліотек у всеукраїнських і обласних конкурсах.

- Бібліографічна робота.

Здійснює провідний бібліограф: планує та обліковує інформаційно-бібліографічну роботу, надає інформаційні послуги користувачам, формує довідково-бібліографічний апарат ЦБ, популяризує бібліографічні знання. Бере участь в індексації літератури за таблицями УДК. Консультує бібліотеки-філії ЦБС.

- Інтернет-центр.

Користувачам надається доступ до Інтернет з комп'ютерів, встановлених у бібліотеці, чи з власних ноутбуків через бездротовий Інтернет (Wi-Fi). Уроки-практикуми допомагають реалізовувати освітні, дозвіллєві, професійні інтереси як користувачів-підлітків, так і дорослих. Інтернет-центр забезпечує розширення номенклатури послуг через організацію допомоги користувачам в он-лайновому пошуку та навігації в мережі Інтернет, використання складних довідок по пошуковому запиту.

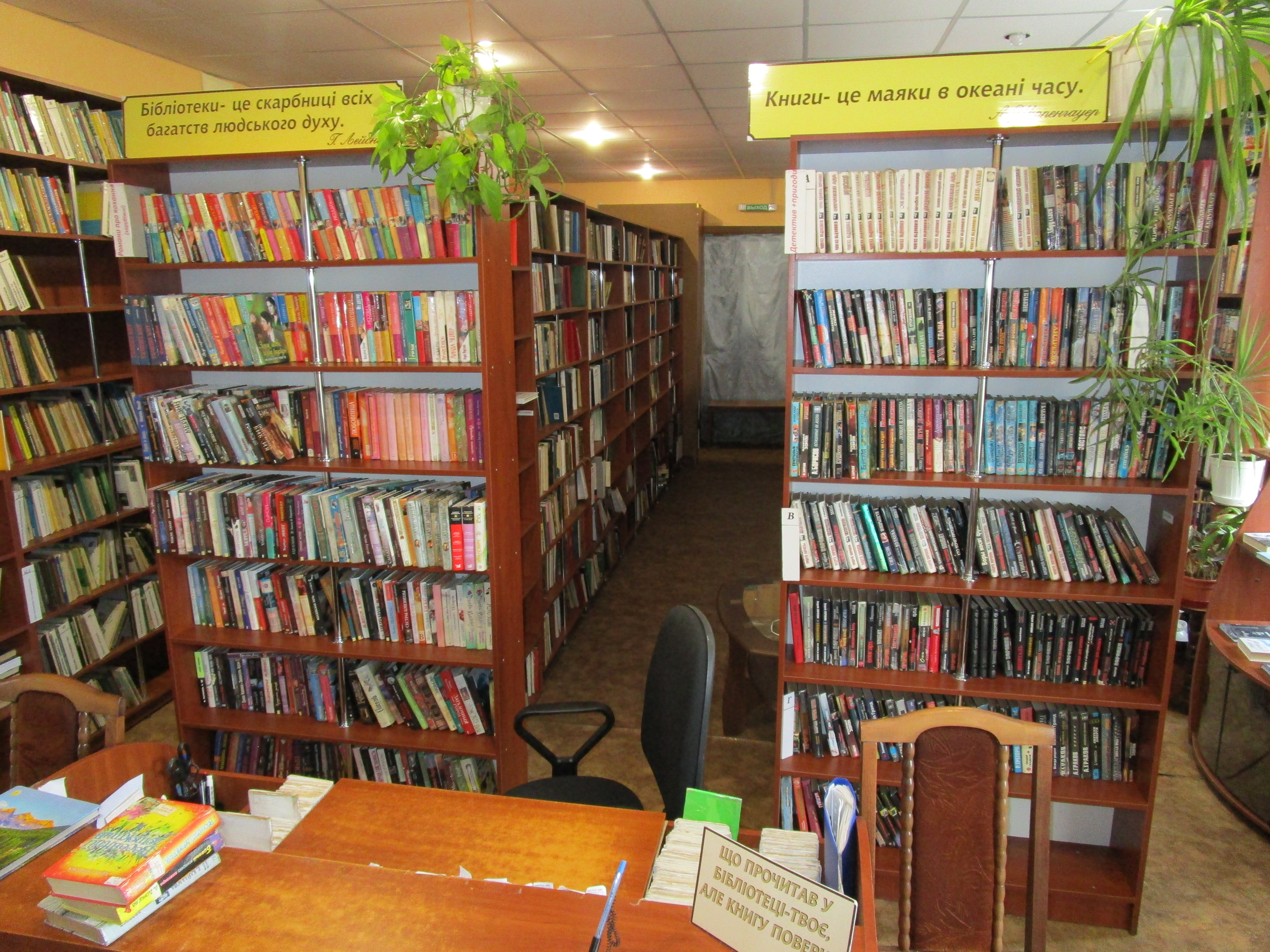
Абонемент Дергачівської ЦБ
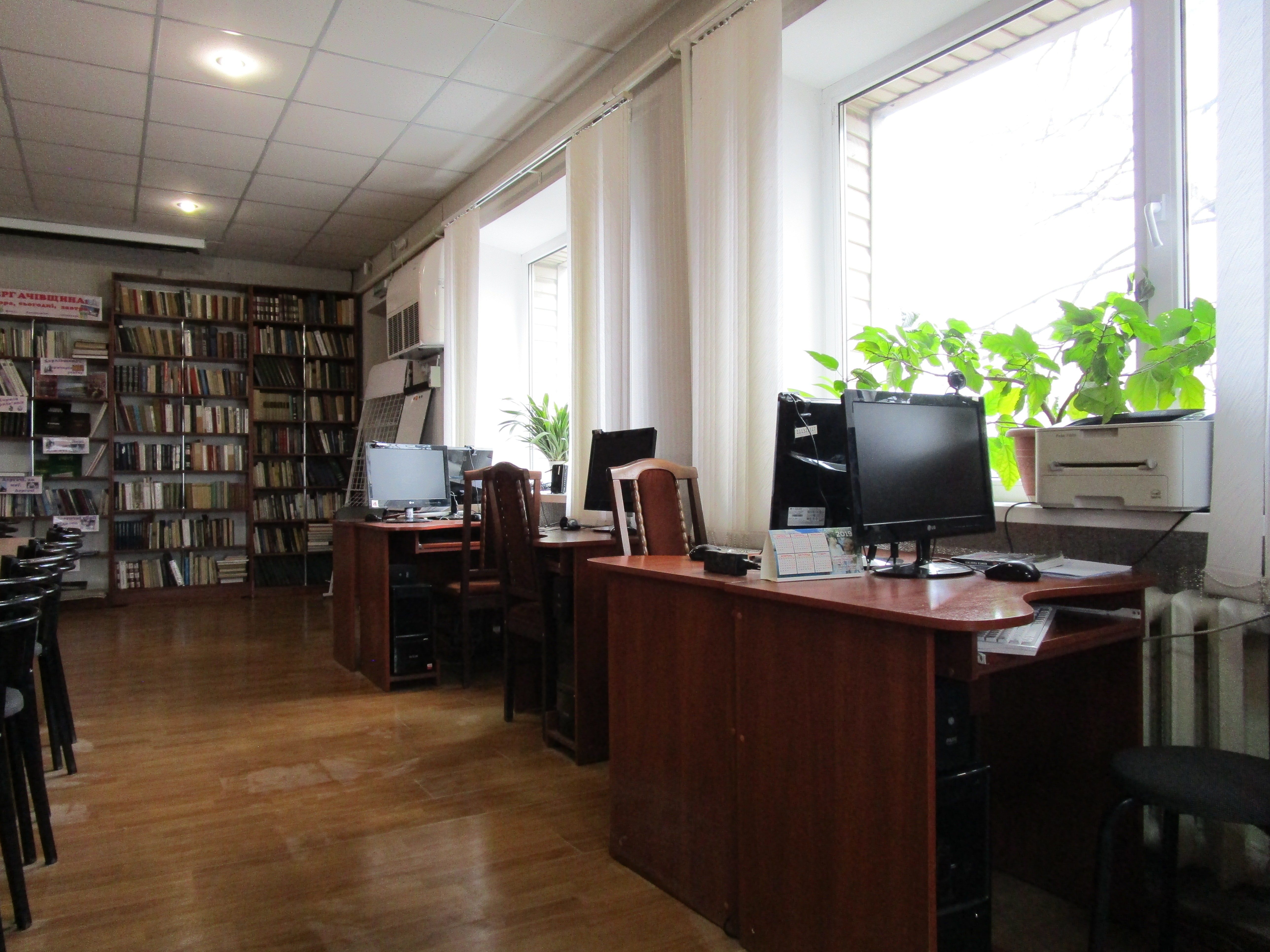
Інтернет-центр Дергачівської ЦБ
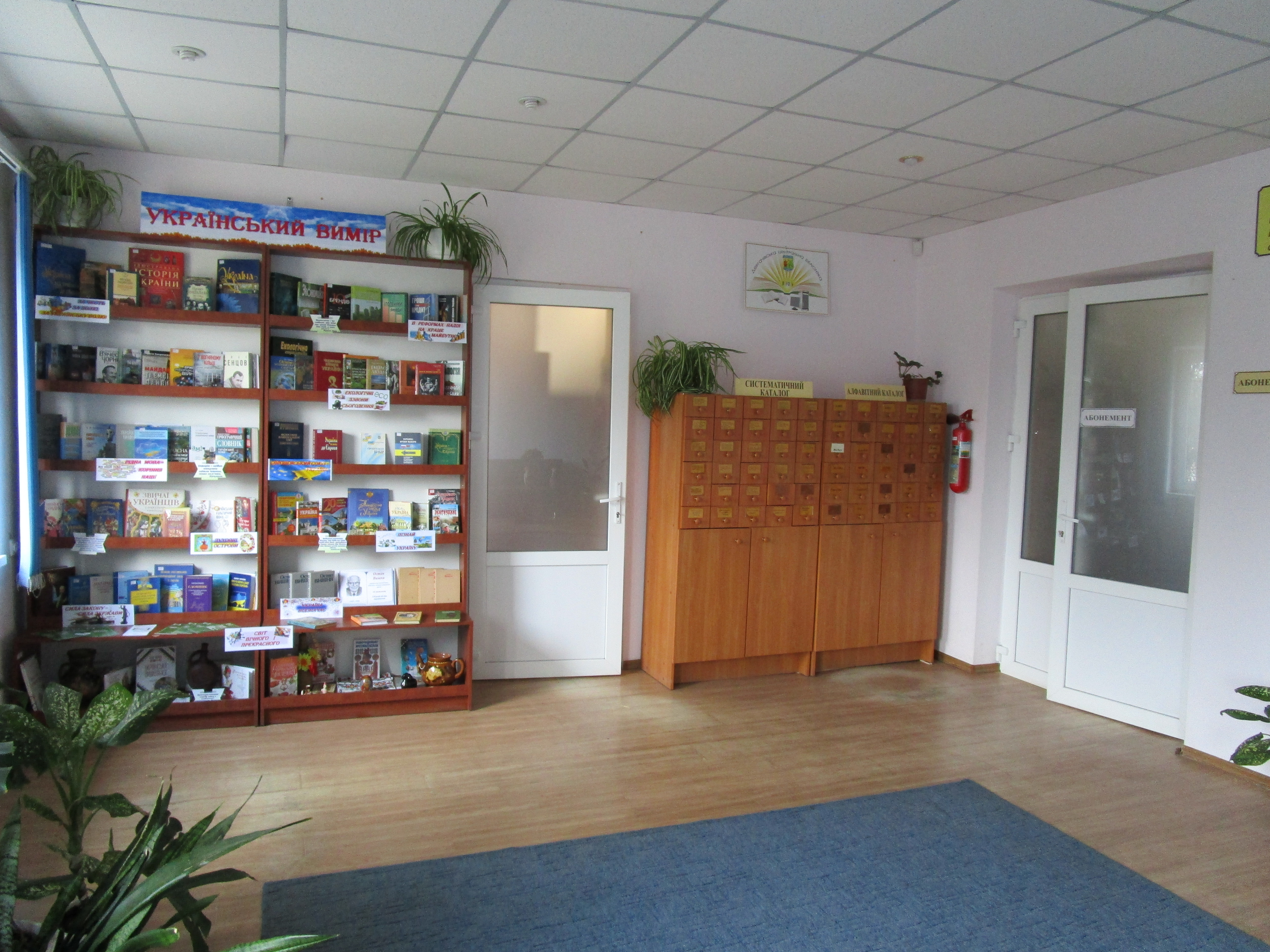
У фоє Дергачівської ЦБ
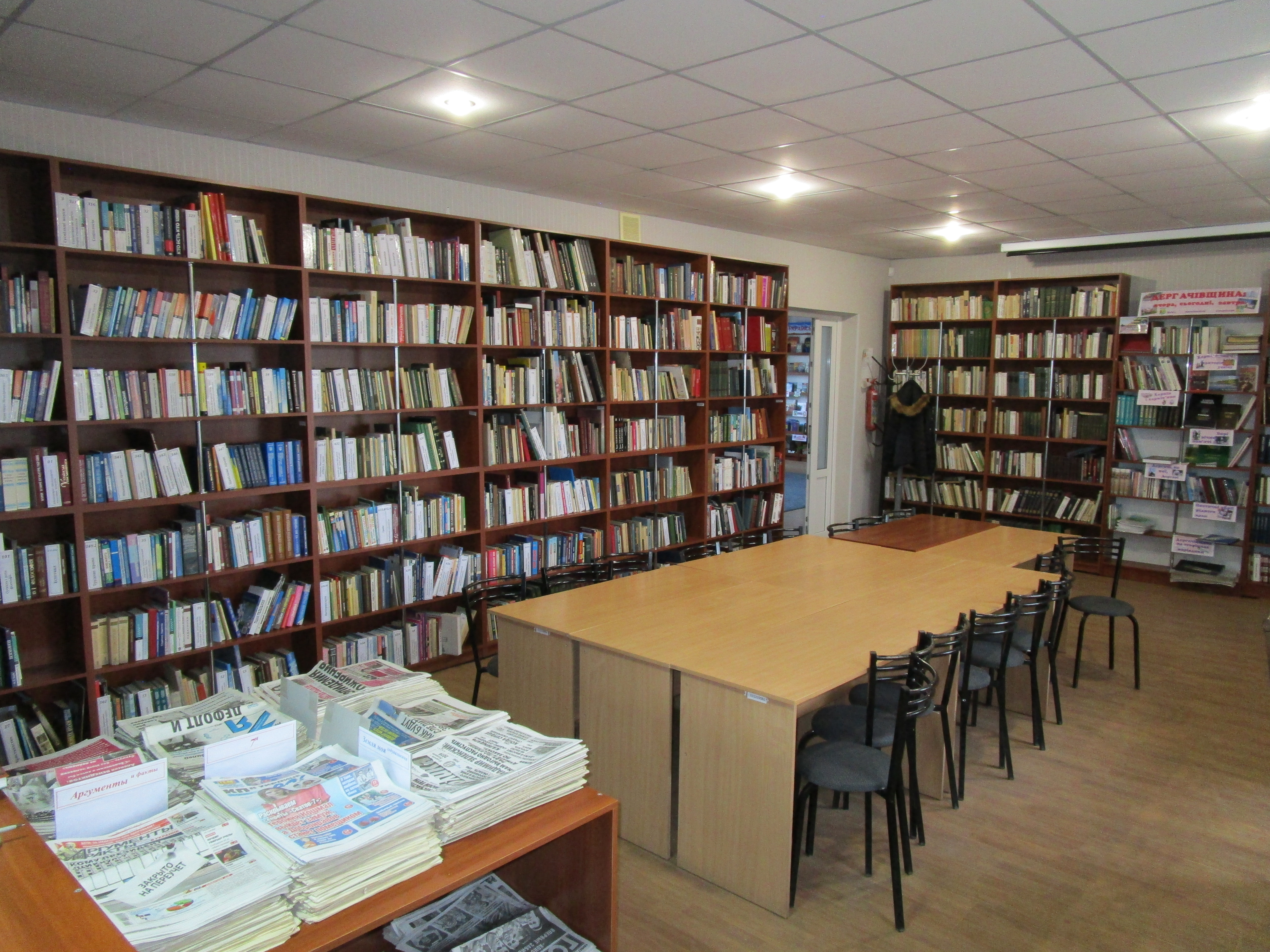
Читальна зала Дергачівської ЦБ
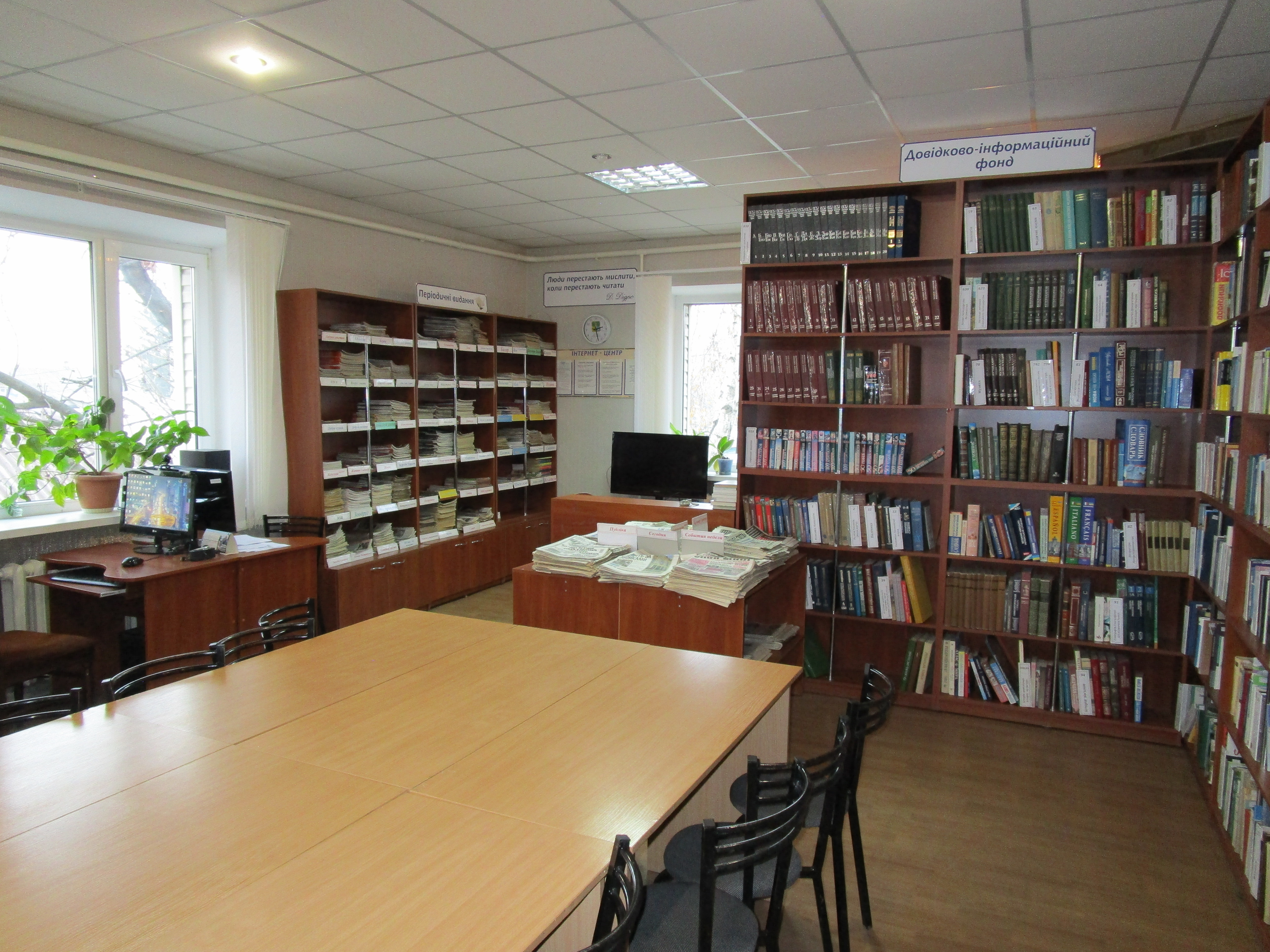
Читальна зала Дергачівської ЦБ

## Участь у конкурсах і нагороди
Дергачівська центральна бібліотека є активним учасником обласних конкурсів серед бібліотек.

Візитна картка бібліотеки (2013)

Ваш гід — бібліотека (2016)

ВікіХарківщина 2018 (2018)

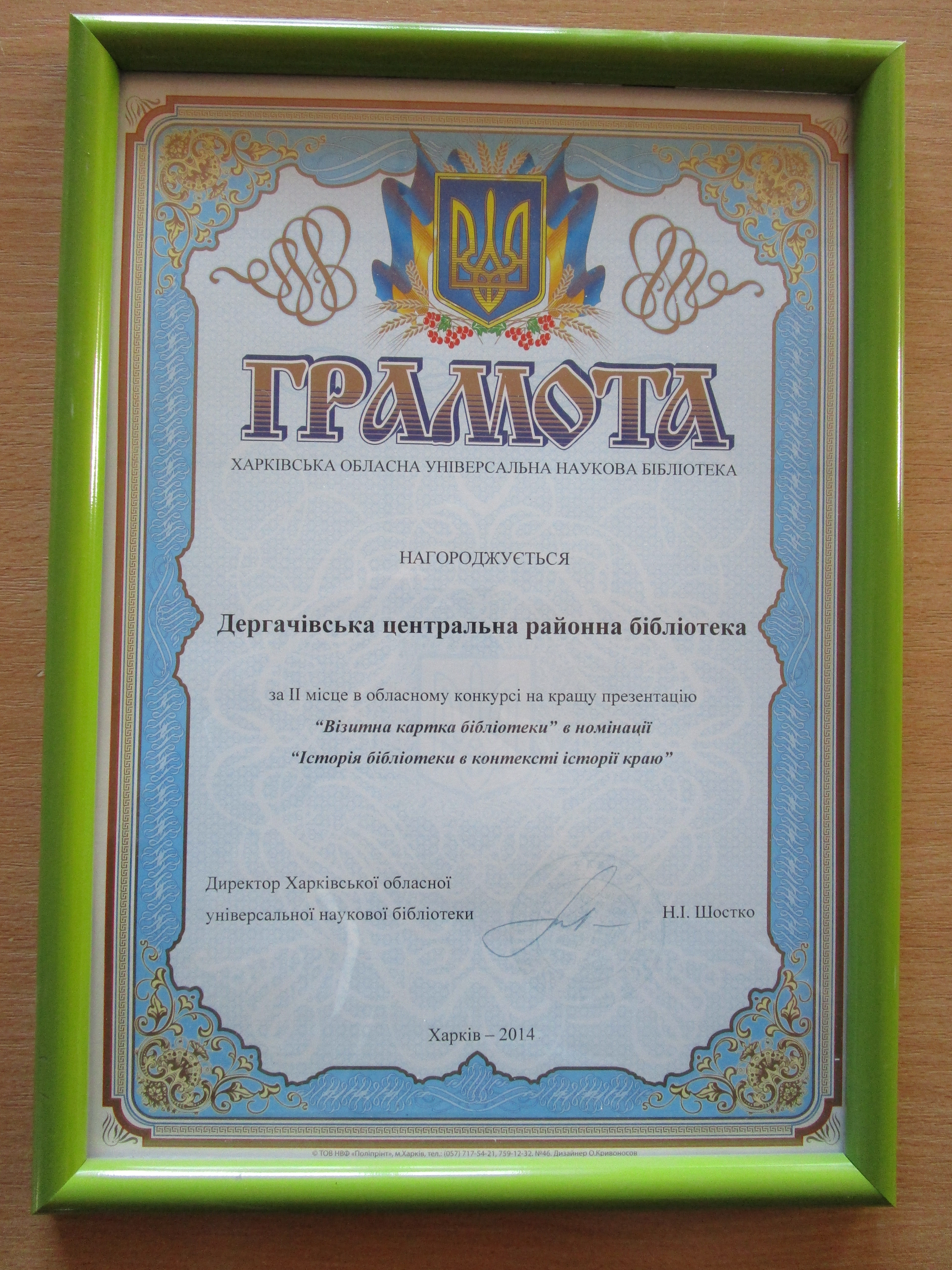
Обласний конкурс презентацій серед публічних бібліотек Харківщини «Візитна картка бібліотеки» ІІ місце (2014 рік)
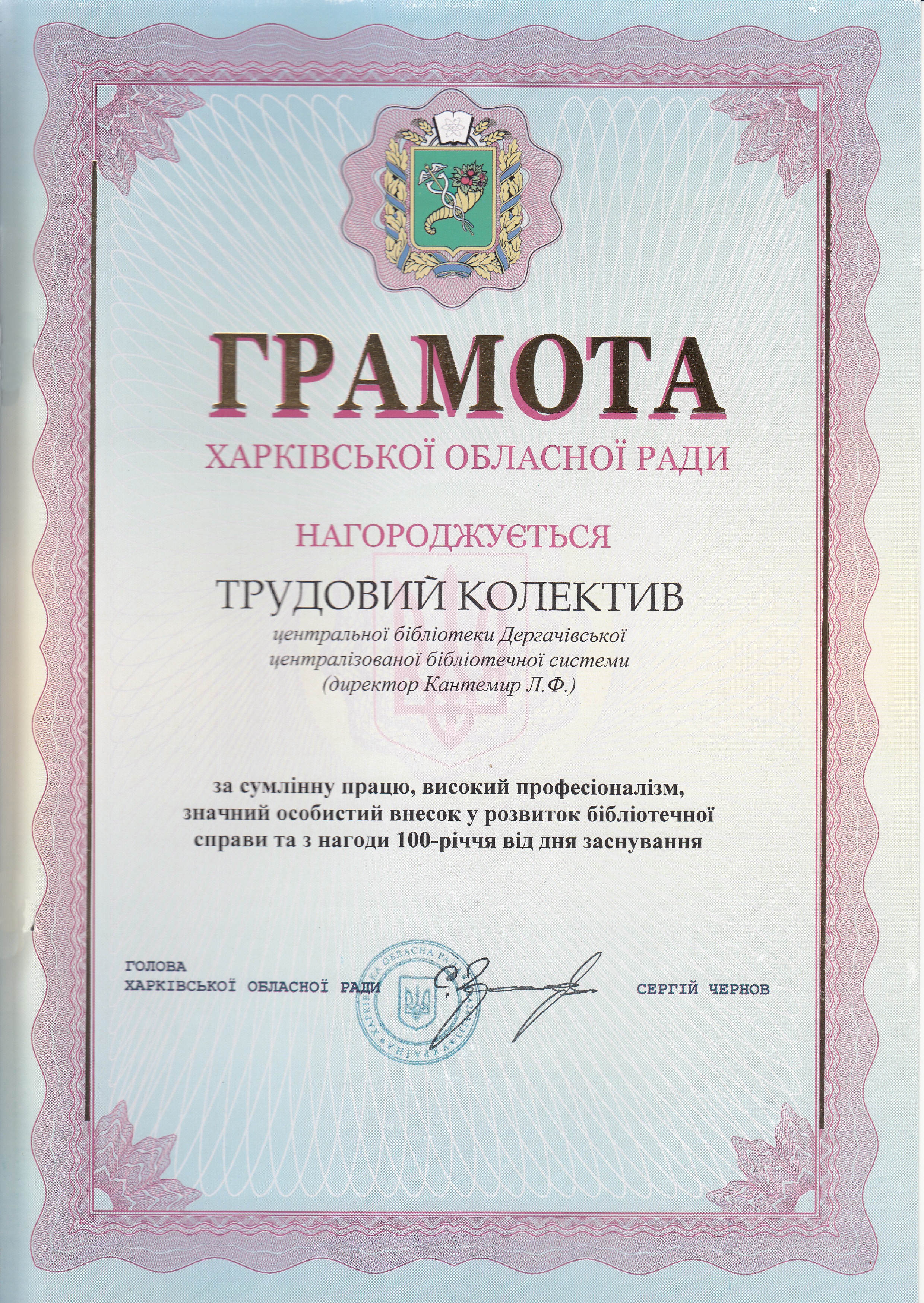
Грамота Харківської обласної ради з нагоди 100-річчя від дня заснування (2015 рік)
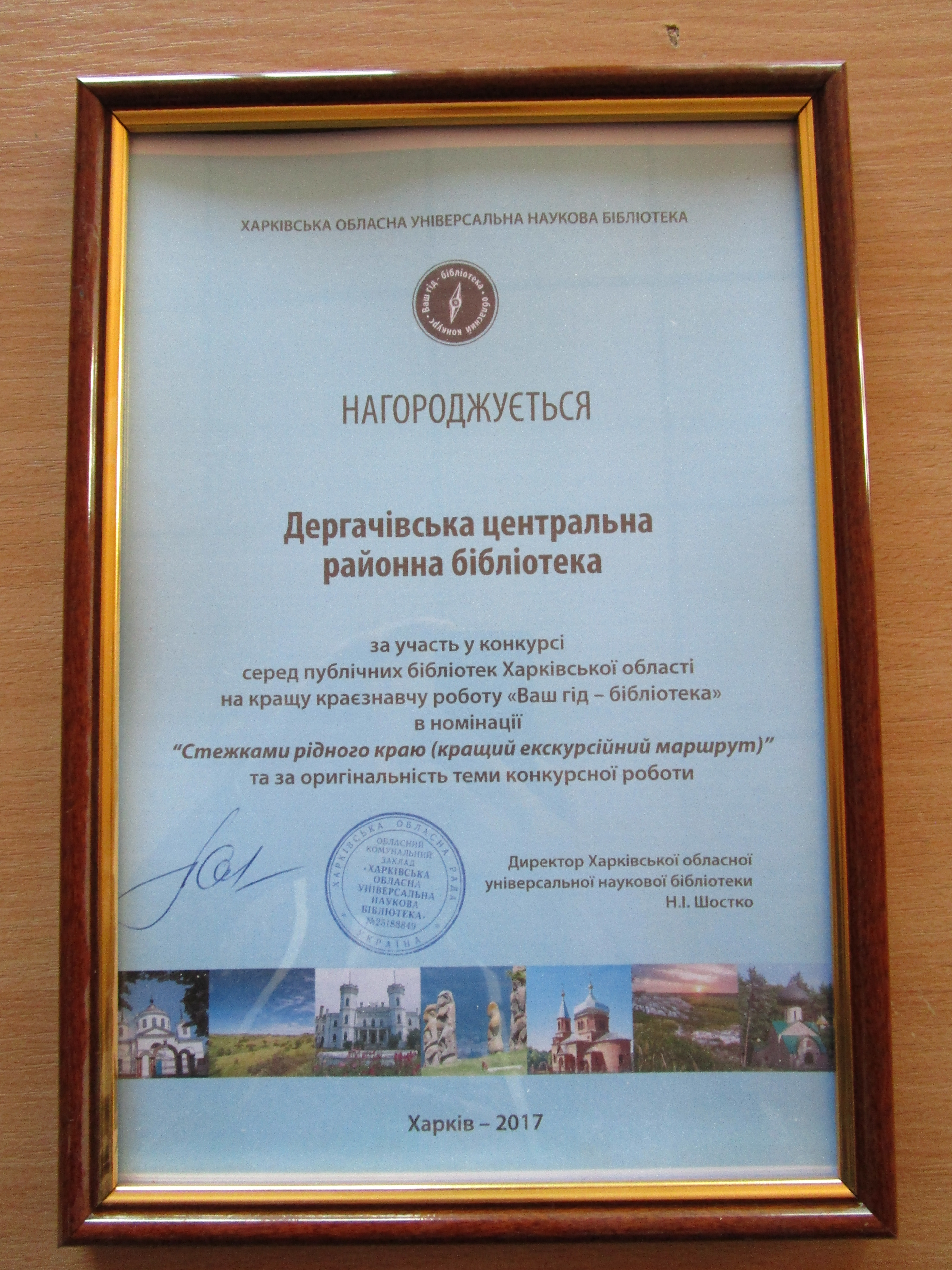
Обласний туристсько-краєзнавчий конкурс серед публічних бібліотек Харківщини «Ваш гід - бібліотека» (2017 рік)
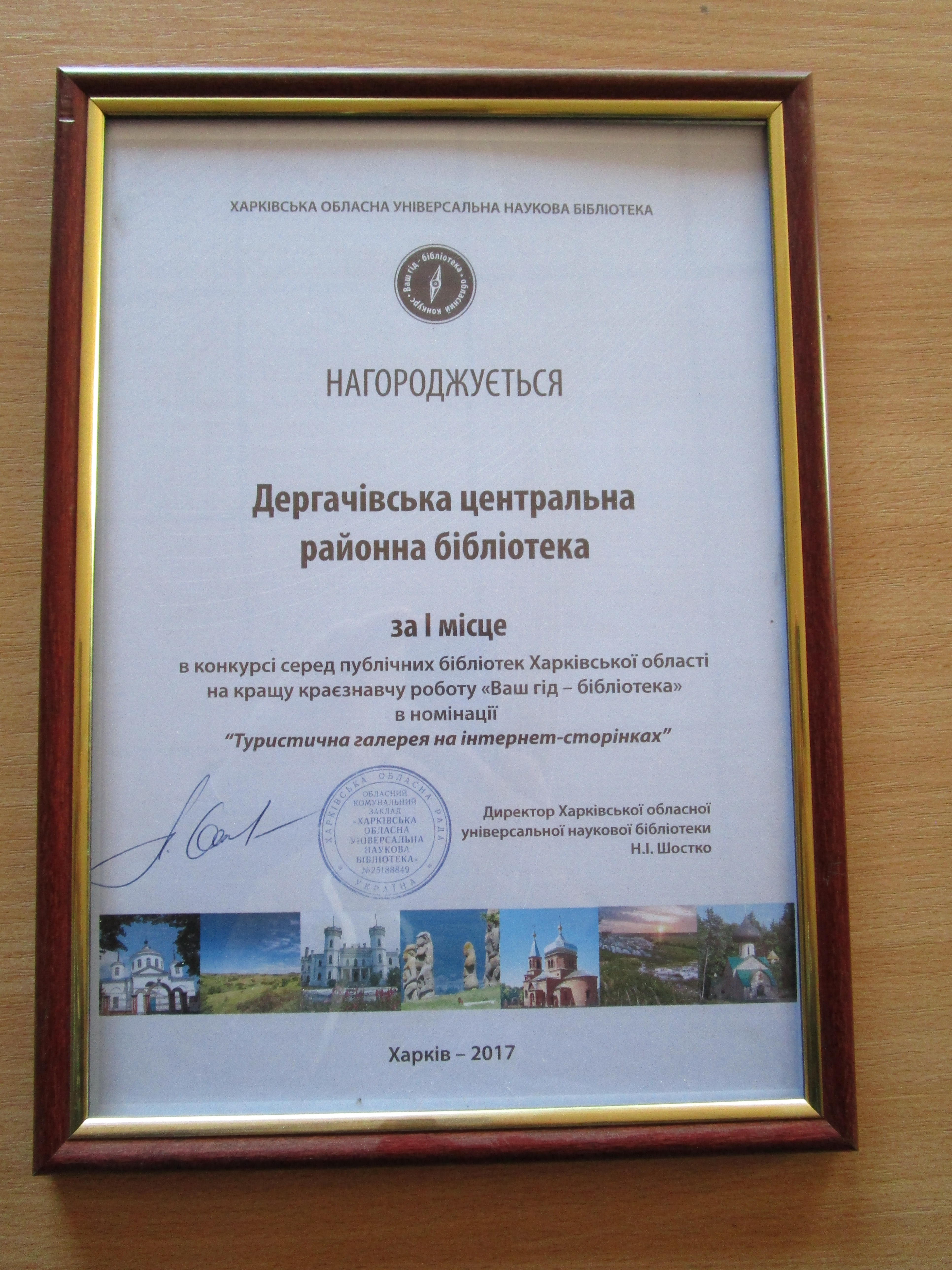
Обласний туристсько-краєзнавчий конкурс серед публічних бібліотек Харківщини «Ваш гід - бібліотека»(2017 рік)

## Директори
У різні роки бібліотеку очолювали:

- Максимовська Моніка Станіславіна
- Самойленко Надія Іванівна
- Рідченко Ілля Митрофанович
- Гайдук Олександра Петрівна
- Желтоножко Лариса Михайлівна.